# 瓜达卢佩 (亚利桑那州)
瓜达卢佩（英語：Guadalupe）是美国亚利桑那州马里科帕县下属的一座城鎮。面积约为0.81平方英里（约合2.1平方公里）。根据2010年美国人口普查，该鎮有人口5,523人，人口密度为6,833.00/平方英里。